# Angitula krombeini
Angitula krombeini är en tvåvingeart som beskrevs av Steyskal 1952. Angitula krombeini ingår i släktet Angitula och familjen bredmunsflugor. Inga underarter finns listade i Catalogue of Life.